# Дальморепродукт
«Дальморепроду́кт» — российская компания, осуществляющая рыбный промысел, переработку и консервирование рыбы и морепродуктов. Сокращённое наименование — АО ХК «ДМП». Штаб-квартира — во Владивостоке, на ул. Пологой, 53. Тикер на фондовой бирже РТС: DMPR
. Уставный капитал компании составляет 1 176 850 800 рублей.

## Деятельность
В советский период «Дальморепродукт» был флагманом рыбной промышленности СССР. В 1970 году «Дальрыба», добывавшая более половины всей морепродукции в СССР и являвшаяся крупнейшим в мире рыбопромышленным объединением, объединила в управление «Дальморепродукт»: управление промыслового флота и предприятий по добыче и обработке морепродуктов, управление китобойных флотилий, управление краболовных флотилий и плавучих консервных заводов.
В июне 1994 года ПО «Дальморепродукт» было преобразовано в акционерное общество открытого типа (АООТ) ХК «Дальморепродукт».
По объёму реализации продукции в 1998 году «Дальморепродукт» был на 170-м месте среди компаний России (по версии журнала «Эксперт»).
В 2002 году в состав активов ОАО ХК «Дальморепродукт» входили 82 судна, в том числе 8 плавбаз, 26 сейнеров-траулеров, 10 краболовных судов, 15 супертраулеров и др. В компании работали 5179 человек. В это время «Дальморепродукт» всё ещё являлся крупнейшим в России (15 % в 2000 году) поставщиком рыбопродукции.
В том же 2002 году кредиторами компании инициирована процедура банкротства, в связи с чем на предприятии было введено внешнее управление. К 2012 году из компании ушли три плавбазы: «Рыбак Камчатки», «Рыбак Приморья» и «Рыбак Владивостока». Банкротство прекращено в августе 2013 года, но компанию обязали 15 лет выплачивать долг по 100 млн рублей в год.
В добывающий флот «Дальморепродукта» входят более двух десятков судов, в том числе супертраулеры — РТМС «Новоульяновск», РТМС «Новоельня», РТМС «Простор», РТМС «Гиссар», РТМС «Багратион». В 2012 году плавбаз оставалось лишь две — КРКПБ «Содружество» и КРКПБ «Пётр Житников». Их, однако, хватало, чтобы компания оставалась ведущим производителем рыбных консервов, изготавливаемых в море из свежевыловленной рыбы. В 2014 году осталась только плавбаза «Пётр Житников» («Содружество» продали в Китай на металлолом).
В 2013 году владельцем 72,67 % акций компании являлся приморский предприниматель Дмитрий Дремлюга, в ходе следствия по так называемому «крабовому делу» скрывшийся за границей. 10 января 2014 года эти акции были проданы принадлежащей ему же сингапурской компании «DVS-R Pte. Ltd». Его близкий родственник, Денис Дремлюга (род. 1976), был генеральным директором «Дальморепродукта» с ноября 2013 по февраль 2017 года.
В марте 2017 года «Русская рыбопромышленная компания» приобрела 73,7 % АО «ДМП-РМ» — компании холдинга, которой он в 2014 году передал права на вылов минтая и сельди.